# Marina (pintura)

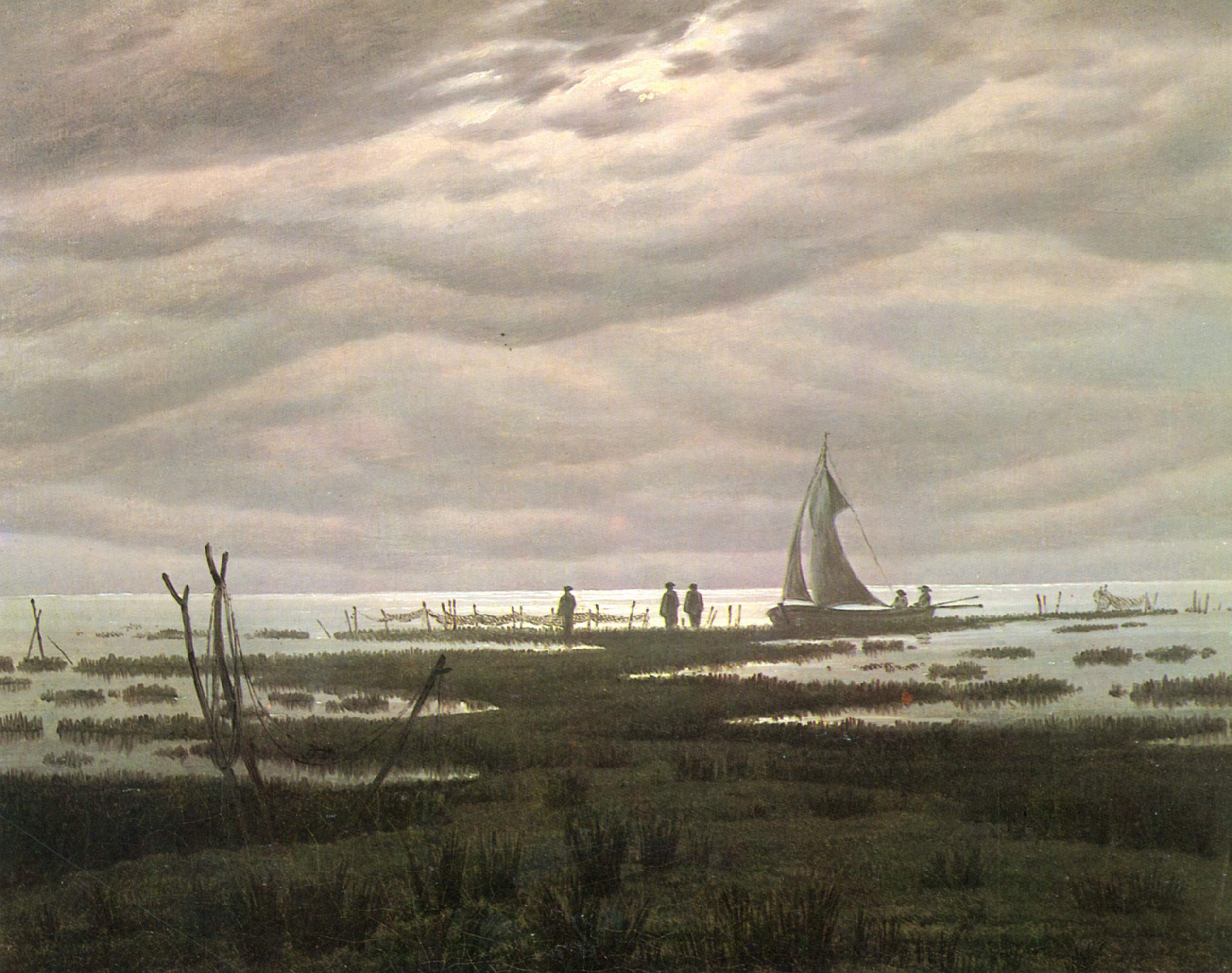
Flachlandschaft am Greifswalder Bodden (Seestück, Abend an der Ostsee), marina de Caspar David Friedrich, h. 1830-1834, oli sobre llenç, 25,7 cm × 31,5 cm, col·lecció Georg Schäfer a Schweinfurt

Una marina és un quadre o pintura que representa el mar. Aquest gènere pictòric representa escenes de navegació en diferents situacions segons l'època. De vegades es representen en alta mar, unes altres entrant o sortint d'un port; la pintura pot representar batalles, platges o vaixells en lluita contra els elements. Aquest gènere pictòric va ser famós sobretot entre els segles XVII i XIX. Fins i tot va donar nom a les teles que tenen forma apaïsada, amb uns formats estandards preestablerts.

## Tècnica
L'art de la marina guarda molts secrets. Un és la representació natural de l'aigua. S'imposa el rigor tècnic per a representar totes les situacions possibles, per exemple els efectes de transparència i moviment de l'aigua no són els mateixos per a un mar tranquil que per a un oceà agitat, o fins i tot en plena tempesta.

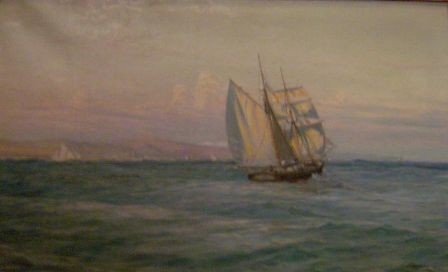
Marina de Joan Llaverias Labró, obra conservada a la Biblioteca Museu Víctor Balaguer